# Acanthopsyche chrysora
Acanthopsyche chrysora is een vlinder van de familie van de zakjesdragers (Psychidae). De wetenschappelijke naam van deze soort is voor het eerst voorgesteld door Jean Bourgogne in een publicatie uit 1980.
De soort komt voor in Ethiopië.